# Cronologia da pandemia de COVID-19 na Itália
Este artigo documenta a cronologia da pandemia de COVID-19 na Itália.

## Cronologia

### Fevereiro de 2020
- 21 de fevereiro: A primeira morte causada pelo novo coronavírus é confirmada na Itália. Um paciente de 78 anos morre na cidade de Pádua, no norte do país.[1]
- 21 de fevereiro: As autoridades do norte da Itália ordenam o fechamento de escolas, bares e outros espaços púbicos em dez cidades após aumento de novos casos do novo coronavírus. Codogno é a primeira cidade a ser fechada.[1][2]

### Março de 2020
- 4 de março: Todas as escolas e as universidades na Itália são fechadas até 15 do mesmo mês.[3]
- 10 de março: Os voos vindos da Itália são cancelados pelo governo da Espanha por duas semanas.[4]
- 11 de março: O número de casos confirmados do novo coronavírus na Itália ultrapassa 10.000, registrado pelas autoridades de saúde do país.[5]
- 12 de março: O número de mortes causadas pelo novo coronavírus na Itália ultrapassa 1.000, registrado pela Agência de Proteção Civil do país.[6]
- 19 de março: A Itália ultrapassa a China em número de mortes causadas pelo novo coronavírus no mundo.[7][8]
- 23 de março: O número de mortes causadas pelo novo coronavírus na Itália ultrapassa 6.000, registrado pela Defesa Civil do país.[9][10]
- 28 de março: O número de mortes causadas pelo novo coronavírus na Itália ultrapassa 10.000, registrado pela Agência de Proteção Civil do país.[11]
- 30 de março: O número de casos confirmados do novo coronavírus na Itália ultrapassa 100.000, registrado pelo Departamento de Proteção Civil do país.[12][13][14]

### Abril de 2020
- 1 de abril: A Itália anuncia que vai estender as restrições de bloqueio total até 13 de abril.[15]
- 11 de abril: A Itália é superada pelos Estados Unidos e torna-se o segundo país do mundo com maior número de mortes causadas pelo novo coronavírus. Essa marca é registrada pela Universidade Johns Hopkins.[16]
- 13 de abril: O número de mortes causadas pelo novo coronavírus na Itália ultrapassa 20.000, registrado pela Agência de Proteção Civil do país.[17]
- 28 de abril: O número de casos confirmados do novo coronavírus na Itália ultrapassa 200.000, registrado pelo Departamento de Proteção Civil do país.[18]

### Maio de 2020
- 8 de maio: O número de mortes causadas pelo novo coronavírus na Itália ultrapassa 30.000, registrado pelo Ministério da Saúde do país. A Itália torna-se o primeiro país da União Europeia a registrar essa marca.[19][20]
- 9 de maio: O número de pessoas recuperadas do novo coronavírus na Itália ultrapassa 100.000, registrado pelo Departamento de Proteção Civil do país.[21]
- 11 de maio: A Itália é superada pela Rússia e cai para o quinto lugar na lista dos países mais atingidos pelo novo coronavírus em todo o mundo.[22]

### Julho de 2020
- 16 de julho: O número de mortes causadas pelo novo coronavírus na Itália ultrapassa 35.000, registrado pelo Departamento de Proteção Civil do país.[23]

### Setembro de 2020
- 2 de setembro: O ex-primeiro-ministro da Itália, Silvio Berlusconi, é diagnisticado com o novo coronavírus.[24]
- 22 de setembro: O número de casos confirmados do novo coronavírus na Itália ultrapassa 300.000, registrado pelo Ministério da Saúde do país.[25]

### Outubro de 2020
- 7 de outubro: A Itália torna obrigatório o uso de máscaras ao ar livre em todo o país em um esforço para conter a disseminação do novo coronavírus.[26]
- 17 de outubro: O número de casos confirmados do novo coronavírus na Itália ultrapassa 400.000, registrado pelo Ministério da Saúde do país.[27][28]
- 23 de outubro: O número de casos confirmados do novo coronavírus na Itália ultrapassa 500.000, registrado pelo Ministério da Saúde do país.[29]
- 29 de outubro: O número de casos confirmados do novo coronavírus na Itália ultrapassa 600.000, registrado pelo Ministério da Saúde do país.[30]

### Novembro de 2020
- 1 de novembro: O número de casos confirmados do novo coronavírus na Itália ultrapassa 700.000, registrado pelo Ministério da Saúde do país.[31][32]
- 5 de novembro: O número de mortes causadas pelo novo coronavírus na Itália ultrapassa 40.000, registrado pelo Ministério da Saúde do país.[33]
- 11 de novembro: O número de casos confirmados do novo coronavírus na Itália ultrapassa um milhão, registrado pelo Ministério da Saúde do país.[34][35]
- 11 de novembro: Os médicos da província italiana de Bari relatam que um cachorro foi infectado pelo novo coronavírus pela primeira vez no país. O animal não apresentou nenhum sintoma.[36]
- 22 de novembro: O número de casos confirmados do novo coronavírus na Itália ultrapassa 800.000, registrado pelo Ministério da Saúde do país.[37]
- 23 de novembro: O número de mortes causadas pelo novo coronavírus na Itália ultrapassa 50.000, registrado pelo Ministério da Saúde do país.[38]
- 25 de novembro: O número de casos confirmados do novo coronavírus na Itália ultrapassa 1,5 milhão, registrado pelo Ministério da Saúde do país.[39]

### Dezembro de 2020
- 6 de dezembro: O número de mortes causadas pelo novo coronavírus na Itália ultrapassa 60.000, registrado pelo Ministério da Saúde do país.[40]
- 12 de dezembro: A Itália torna-se o país europeu com o maior número de mortes causadas pelo novo coronavírus, superando o Reino Unido.[41][42]
- 20 de dezembro: A Itália e os outros países europeus proíbem os voo de ida e volta para o Reino Unido devido a uma nova cepa de coronavírus em Londres.[43]
- 23 de dezembro: O número de mortes causadas pelo novo coronavírus na Itália ultrapassa 70.000, registrado pelo Ministério da Saúde do país. A Itália torna-se o quinto país do mundo a ultrapassar essa marca.[44][45]
- 24 de dezembro: A região sul da Itália registra o primeiro caso da nova variante mais infecciosa do novo coronavírus. A esposa de um britânico, que visitava recentemente o Reino Unido, também testa positivo para a nova variante em Roma.[46]
- 24 de dezembro: O número de casos confirmados do novo coronavírus na Itália ultrapassa 2 milhões, registrado pelo Ministério da Saúde do país.[47]

### Janeiro de 2021
- 12 de janeiro: O primeiro lote de doses da vacina contra COVID-19, fabricada pela empresa norte-americana, chega à Itália.[48]
- 13 de janeiro: O governo da Itália prorroga o estado de emergência do novo coronavírus até 30 de abril.[49]
- 13 de janeiro: O número de mortes causadas pelo novo coronavírus na Itália ultrapassa 80.000, registrado pelo Ministério da Saúde do país.[50]
- 15 de janeiro: A Itália ultrapassa a marca de um milhão das pessoas vacinadas e torna-se o primeiro país da União Europeia a ultrapassar essa marca.[51]
- 16 de janeiro: A Itália suspende os voos do Brasil em resposta a uma nova variante do coronavírus.[52][53]
- 25 de janeiro: O primeiro caso suspeito da variante brasileira do coronavírus na Itália é encontrado em Varese, ao norte de Milão.[54]
- 26 de janeiro: Três casos da variante brasileira do coronavírus são detectados em Abruzzo.[55]

### Fevereiro de 2021
- 4 de fevereiro: O número de mortes causadas pelo novo coronavírus na Itália ultrapassa 90.000, registrado pelo Ministério da Saúde do país.[56][57]
- 6 de fevereiro: O Ministério da Saúde da Itália autoriza o uso emergencial de terapias de anticorpos monoclonais para tratar o novo coronavírus.[58]
- 27 de fevereiro: O governo da Itália aumenta as restrições em 5 das 20 regiões do país para evitar um aumento dos casos do novo coronavírus.[59]

### Março de 2021
- 4 de março: O governo da Itália, liderado pelo novo primeiro-ministro Mario Draghi, bloqueia a exportação de mais de 250.000 doses da vacina contra COVID-19 de Universidade de Oxford e AstraZeneca para a Austrália.[60][61][62]
- 5 de março: O número de casos confirmados do novo coronavírus na Itália ultrapassa 3 milhões, registrado pelo Ministério da Saúde do país.[63]
- 8 de março: O número de mortes causadas pelo novo coronavírus na Itália ultrapassa 100.000, registrado pelo Ministério da Saúde do país. A Itália torna-se o segundo país da Europa e o sexto do mundo a ultrapassar essa marca.[64][65][66]
- 14 de março: A região italiana de Piemonte suspende o uso de lote das vacinas da AstraZeneca contra COVID-19 um dia depois de morte de um professor vacinado.[67]
- 26 de março: A Campânia, região do sul da Itália, assina um acordo para comprar a vacina russa Sputnik V contra COVID-19.[68]
- 31 de março: O número de pessoas vacinadas contra novo coronavírus na Itália ultrapassa 10 milhões, registrado pelo Ministério da Saúde do país.[69]

### Abril de 2021
- 13 de abril: O governo da Itália informa que mais de 4 milhões de pessoas receberam duas doses de uma vacina contra COVID-19 no país.[70]

### Setembro de 2021
- 16 de setembro: O governo da Itália torna obrigatório que todos os trabalhadores apresentem a prova de vacinação contra COVID-19, o teste negativo ou a recuperação recente da doença. As medidas são as primeiras na Europa e algumas das mais rigorosas do mundo.[71][72]